# Jenő Fock

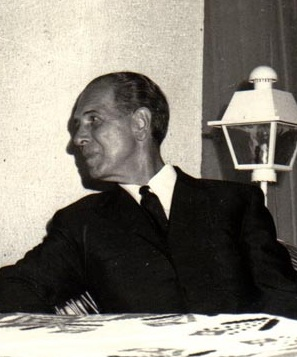
Jenő Fock (1972)

Jenő Fock (Boedapest, 17 mei 1916 - Boedapest, 22 mei 2001) was een Hongaars communistisch politicus en premier van Hongarije van 1967 tot 1975.

## Communistisch econoom
Fock trad in 1932, nog ten tijde van het Horthy-regime, toe tot de Communistische Partij van Hongarije. Omwille van zijn communistische activiteiten werd hij tijdens de Tweede Wereldoorlog gevangengenomen van 1940 tot 1943.
Na de oprichting van de Volksrepubliek Hongarije op 20 augustus 1949 werd hij als econoom van 1952 tot 1954 minister van Metaalindustrie. Na het neerslaan van de Hongaarse Opstand in 1956, werd hij in 1957 secretaris van het Centraal Comité van de Hongaarse Socialistische Arbeiderspartij (MDP) en vervolgens in 1961 plaatsvervangend premier. Van 1957 tot 1980 was hij bovendien lid van het politbureau van het Centraal Comité.

## Premier
Op 14 april 1967 werd hij ter opvolging van Gyula Kállai aangeduid als premier. Tijdens zijn ambtstermijn trachtte hij vergeefs enkele elementen van de markteconomie in te voeren. Deze pogingen werden echter afgeketst door de Comecon. Ten gevolge van deze mislukking moest Fock op 15 mei 1975 aftreden ten gunste van György Lázár.
Van 1945 tot 1947, van 1958 tot 1967 en van 1971 tot 1985 was Fock afgevaardigde in het Hongaarse parlement. Later was hij ook voorzitter van het "Verbond van technische en wetenschappelijke verenigingen".